# تقسیم امپراتوری مغول
تقسیم امپراتوری مغول پس از مرگ منگوقاآن در سال ۱۲۵۹ در محاصره قلعه دیائویو بدون هیچ جانشینی آغاز شد و درگیری‌های داخلی بین اعضای خانواده تولی خان برای عنوان خاقان را تشدید کرد که به جنگ داخلی خاندان تولی تبدیل شد. این جنگ داخلی، همراه با جنگ هولاکو و برکه و متعاقب آن جنگ کایدو-قوبلای، اقتدار خان بزرگ را بر کل امپراتوری مغول به شدت تضعیف کرد و امپراتوری به خانات‌های خودمختار تقسیم شد: اردوی زرین در اروپای شرقی، خانات جغتای در آسیای مرکزی، ایلخانان در آسیای جنوب غربی ودودمان یوآن در شرق آسیا به پایتختی پکن امروزی - اگرچه امپراتوران یوان عنوان اسمی خاقان امپراتوری را داشتند. لشکرهای چهارگانه هر کدام به دنبال منافع و اهداف خود بودند و در زمان‌های مختلفی هرکدام از آن‌ها سقوط کردند.

## اختلاف بر سر جانشینی

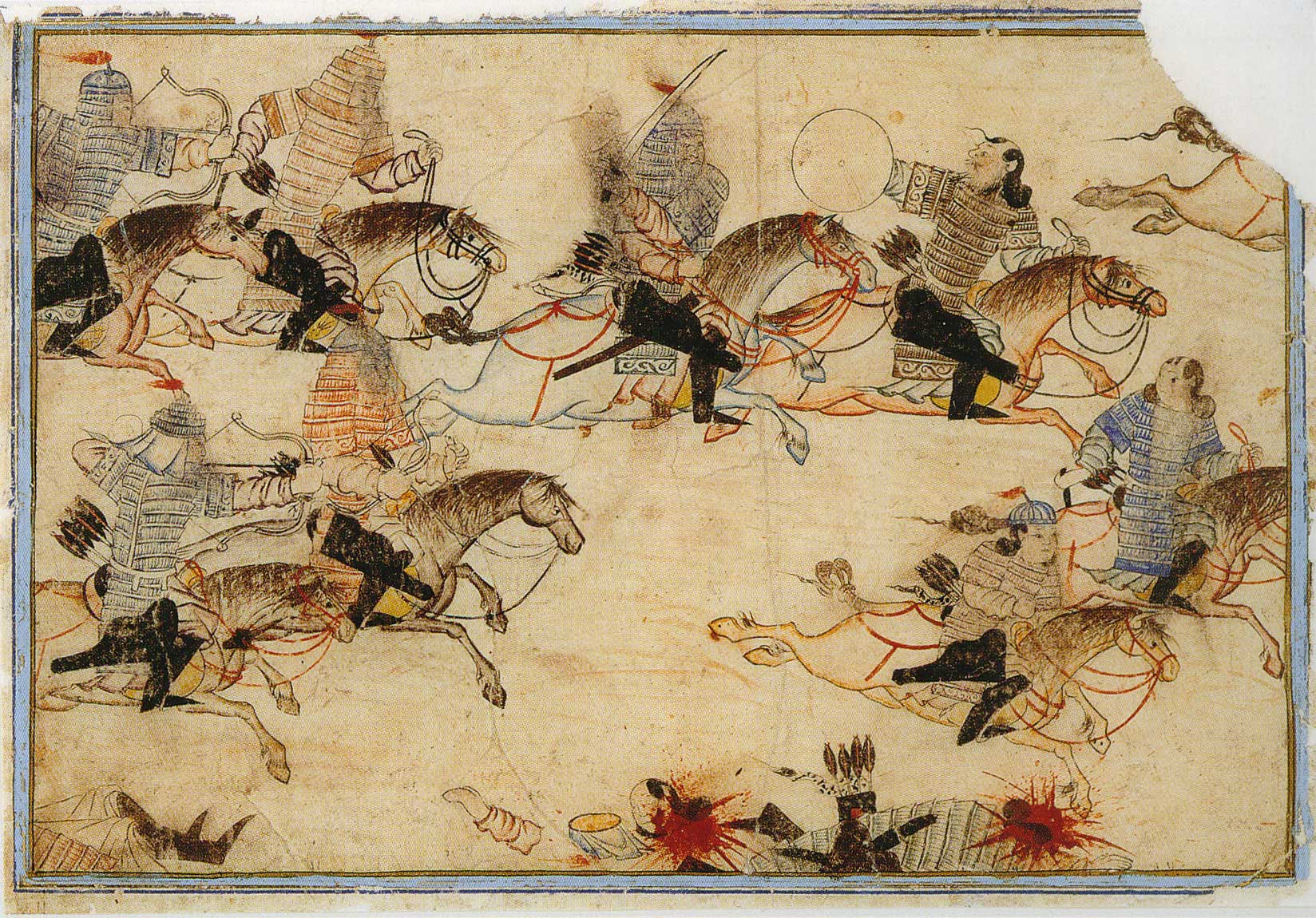
مغول‌ها در حال جنگ

برادر منگوقاآن، هولاکو خان، پیش‌روی موفقیت‌آمیز نظامی خود را به سوریه متوقف کرد و بخش عمده ای از نیروهای خود را از دشت مغان خارج کرد و تنها گروه کوچکی را تحت فرماندهی ژنرال خود کیتبوقا باقی گذاشت. نیروهای دشمن در منطقه، صلیبی‌های مسیحی و مملوک‌های مسلمان، هر دو با درک اینکه مغول‌ها تهدید بزرگتری برای آن‌ها هستند، از وضعیت ضعیف ارتش مغول استفاده کردند و در آتش‌بس غیرعادی غیرعادی با یکدیگر درگیر شدند.
در سال ۱۲۶۰ مملوک‌ها از مصر پیشروی کردند و توانستند که در نزدیکی قلعه مسیحی عکا اردو بزنند و تدارکات لازم را فراهم کنند و در نبرد عین جالوت در شمال جلیل با نیروهای کیتبوقا درگیر شدند. مغول‌ها شکست خوردند و کیتبوقا اعدام شد. این نبرد محوری مرز غربی را برای گسترش مغول‌ها تعیین کرد، زیرا مغول‌ها دیگر هرگز نتوانستند پیش‌روی نظامی فراتر از سوریه داشته باشند.
در بخش جداگانه ای از امپراتوری، برادر دیگر هولاکو و منگوقاآن، قوبلای خان، از مرگ خاقان در رودخانه هوآی در چین مطلع شد. او به جای بازگشت به پایتخت، به پیش‌روی خود به سمت منطقه ووچانگ چین، در نزدیکی رودخانه یانگ‌تسه ادامه داد. برادر کوچک‌تر آن‌ها اریق بوقا از غیبت هولاکو و قوبلای استفاده کرد و از موقعیت خود در پایتخت برای به دست آوردن عنوان خاقان برای خود استفاده کرد و نمایندگان تمام شاخه‌های خانواده او را به عنوان رهبر در قوریلتای در شهر معرفی کردند. قراقروم. هنگامی که قوبلای از این موضوع مطلع شد و قوریلتای خود را در کایپینگ برگزار کرد، در آن‌جا تقریباً همه شاهزادگان ارشد و نویان‌های بزرگ ساکن شمال چین و منچوری از او حمایت کردند.

## جنگ داخلی

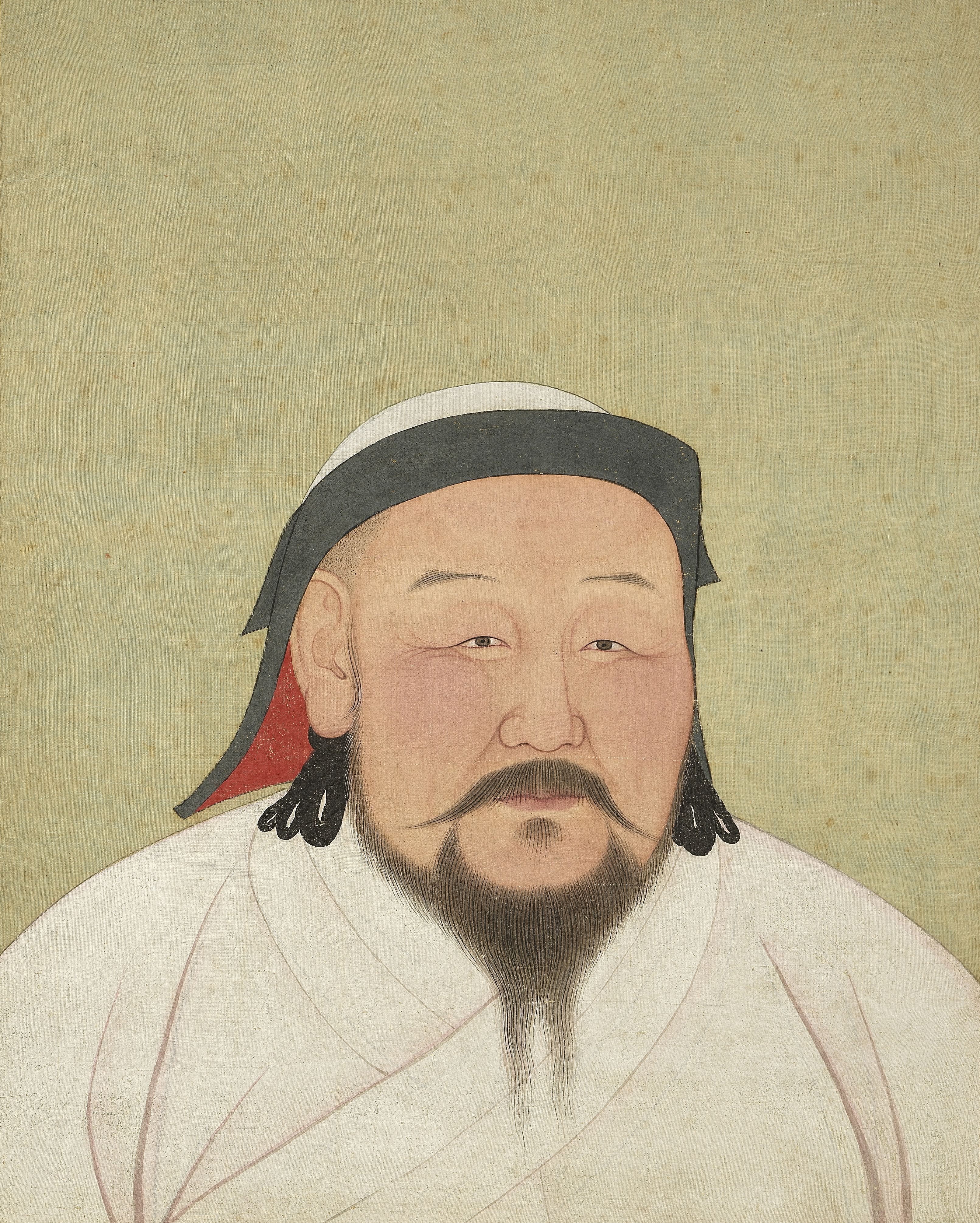
قوبلای خان، نوه چنگیز خان و بنیان‌گذار سلسله یوآن

نبردهایی بین ارتش قوبلای و ارتش برادرش اریق بوقا درگرفت که شامل نیروهایی بود که هنوز به دولت قبلی منگوقاآن وفادار بودند. ارتش قوبلای به راحتی حامیان اریق بوقا را از بین برد و کنترل اداره مدنی در جنوب مغولستان را به دست گرفت. چالش‌های بیشتری از سوی پسرعموهایشان، جغتایی‌ها برای آن‌ها پدید آمد. آبیشکا، شاهزاده جغتایی نامه وفاداری به او را فرستاد تا مسئولیت قلمرو جغتایی را بر عهده بگیرد. با این حال، او آبیشکا را دستگیر و سپس اعدام کرد، و به جای آن، الغو را در آنجا به تخت نشاند. دولت جدید قوبلای، اریق بوقا را در مغولستان محاصره کرد تا عرضه مواد غذایی را قطع کند و باعث قحطی شد. قراقروم به سرعت به دست قوبلای افتاد، اما اریق بوقا باز پایتخت را در سال ۱۲۶۱ پس گرفت.
در جنوب غربی ایلخانان، هولاکو خان به برادرش قوبلای وفادار بود، اما درگیری با پسر عموی آنها برکه خان، حاکم اردوی زرین در بخش شمال غربی امپراتوری، در سال ۱۲۶۲ آغاز شد. مرگ مشکوک شاهزادگان جغتایی در خدمت هولاکو، توزیع نابرابر غنایم جنگی، و قتل‌عام مسلمان‌ها توسط هولاکو، خشم برکه را افزایش داد، او به فکر حمایت از شورش پادشاهی گرجستان علیه حکومت هولاکو در ۱۲۵۹–۱۲۶۰ بود. برکه همچنین با ممالیک مصر علیه هولاکو ائتلاف کرد و از اریق بوقا، حمایت کرد.
هولاکو در ۸ فوریه ۱۲۶۴ درگذشت. برکه به دنبال سودجویی و حمله به قلمرو هولاکو بود، اما در این راه درگذشت و چند ماه بعد، الغو خان از خانات جغتای نیز درگذشت. قوبلای، پسر هولاکو، اباقا را به عنوان ایلخان جدید نامید و اباقا به دنبال اتحادهای خارجی بود، مانند تلاش برای ایجاد اتحاد فرانک و مغول با اروپایی‌ها علیه ممالیک مصر. قوبلای نوه باتو خان منگوقاآن تیمور را برای رهبری اردوی زرین معرفی کرد. اریق بوقا در ۲۱ اوت ۱۲۶۴ به قوبلای در شانگدو تسلیم شد.

### تجزیه به چهارخانات
تأسیس دودمان یوآن (۱۲۷۱–۱۳۶۸) در چین توسط قوبلای خان، تجزیه امپراتوری مغول را تسریع بخشید. امپراتوری مغول به چهار خانات تقسیم شد. دو تا از حکومت‌ها، دودمان یوآن و ایلخانان توسط خاندان تولی اداره شدند. اردوی زرین توسط خاندان جوجی تأسیس شد، همین‌طور خانات جغتای توسط جغتای تأسیس شد. در سال ۱۳۰۴، یک معاهده صلح میان خانات‌ها، برتری اسمی سلسله یوآن را بر خانات‌های غربی ایجاد کرد. با این حال، این برتری مانند خاقان‌های پیشین نبود. مسائلی مانند درگیری‌های مرزی بین آن‌ها ادامه یافت. به عنوان مثال می‌توان به جنگ Esen Buqa-Ayurbarwada اشاره کرد که در دهه ۱۳۱۰ رخ داد. چهار خانات به عنوان ایالت‌های جداگانه به فعالیت خود ادامه دادند و در زمان‌های مختلف سقوط کردند.

### دودمان یوآن

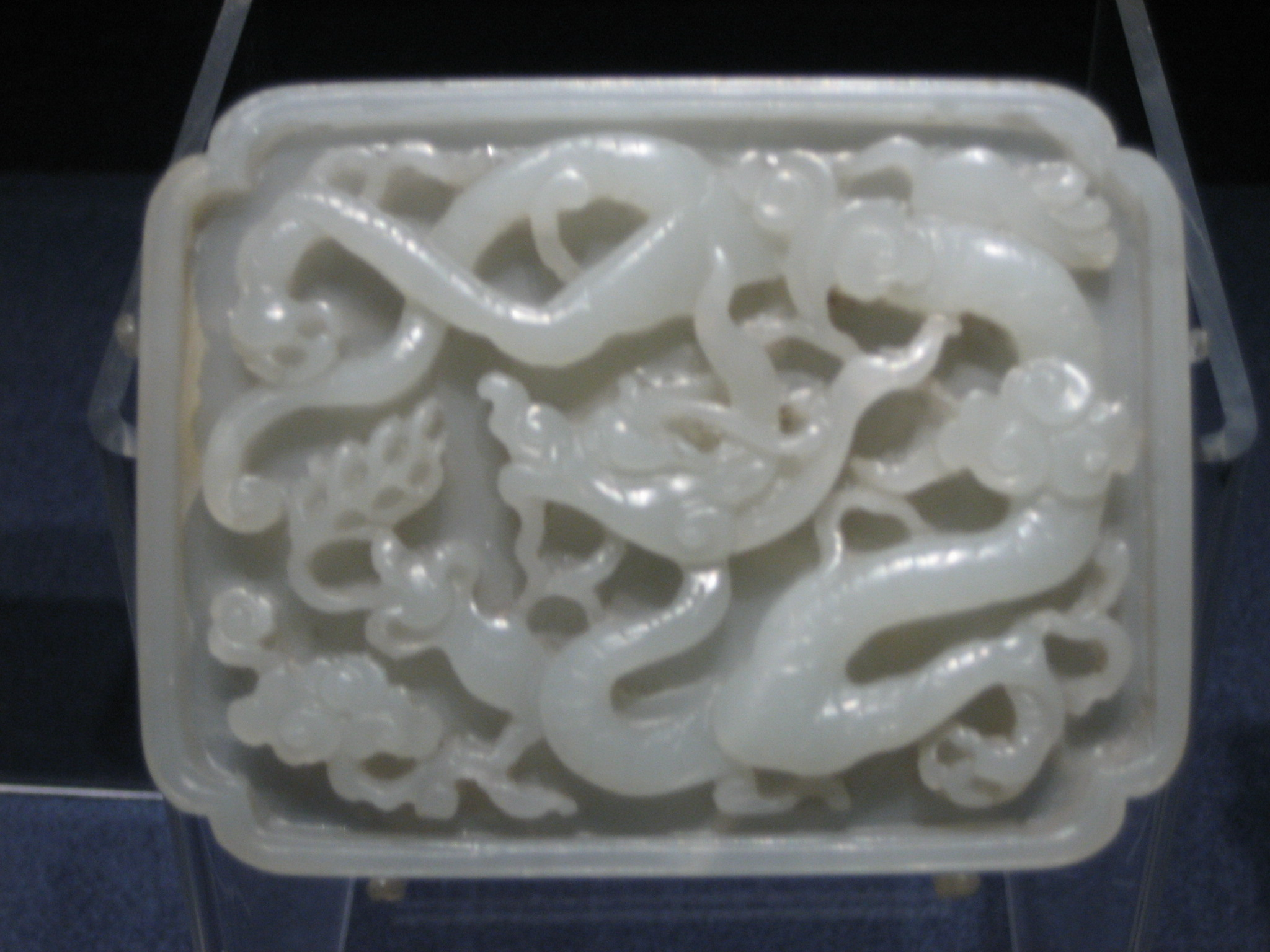
کمربند یشم متعلق به سلسله یوآن با طرح‌های کنده کاری شده اژدها.

انتقال پایتخت امپراتوری مغول به خان بالق (دادو، پکن امروزی) توسط قوبلای خان در سال ۱۲۶۴ با مخالفت بسیاری از مغول‌ها مواجه شد؛ بنابراین، مبارزه آریق بوقا برای حفظ مرکز امپراتوری در سرزمین مغول‌ها بود. پس از مرگ آریق بوقا، مبارزه توسط کایدو، نوه اوگدی خان و نایان ادامه یافت.
قوبلای خان با حذف دودمان سونگ، فتح چین را کامل کرد. ناوگان سلسله یوآن در سال‌های ۱۲۷۴ و ۱۲۸۱ تلاش کردند به ژاپن حمله کنند، اما هر دو حمله ناموفق بود و تعداد زیادی از کشتی‌های آن‌ها در طوفان‌های دریایی به نام کامی‌کازه در هر دو حمله نابود شدند. مردم عادی در دوران سلسله یوآن سختی‌هایی را تجربه کردند. از این رو، جنگجویان مغول در سال ۱۲۸۹ علیه قوبلای قیام کردند. قوبلای خان در سال ۱۲۹۴ درگذشت و تیمور خان جانشین وی شد و به مبارزه با کایدو ادامه داد که تا زمان مرگ کایدو در سال ۱۳۰۱ ادامه یافت. آیورباروادا بویانتو خان در سال ۱۳۱۲ به قدرت رسید. سیستم آزمون خدمات کشوری برای سلسله یوآن در سال ۱۳۱۳ تأسیس شد.
شورشی به نام شورش دستار سرخ در سال ۱۳۵۰ در چین آغاز شد و سلسله یوآن توسط دودمان مینگ در سال ۱۳۶۸ سرنگون شد. آخرین امپراتور یوآن، طغون تیمور، به شمال به یینگ‌چانگ گریخت و در سال ۱۳۷۰ در آنجا درگذشت. بقایای یوآن که به استپ مغولستان عقب‌نشینی کرده بودند، به عنوان سلسله یوآن شمالی شناخته می‌شوند و به مقاومت در برابر دودمان مینگ ادامه دادند تا اینکه در سال ۱۶۳۵ توسط دودمان جین به رهبری جورجی (سلف دودمان چینگ) فتح شد.

### اردوی زرین

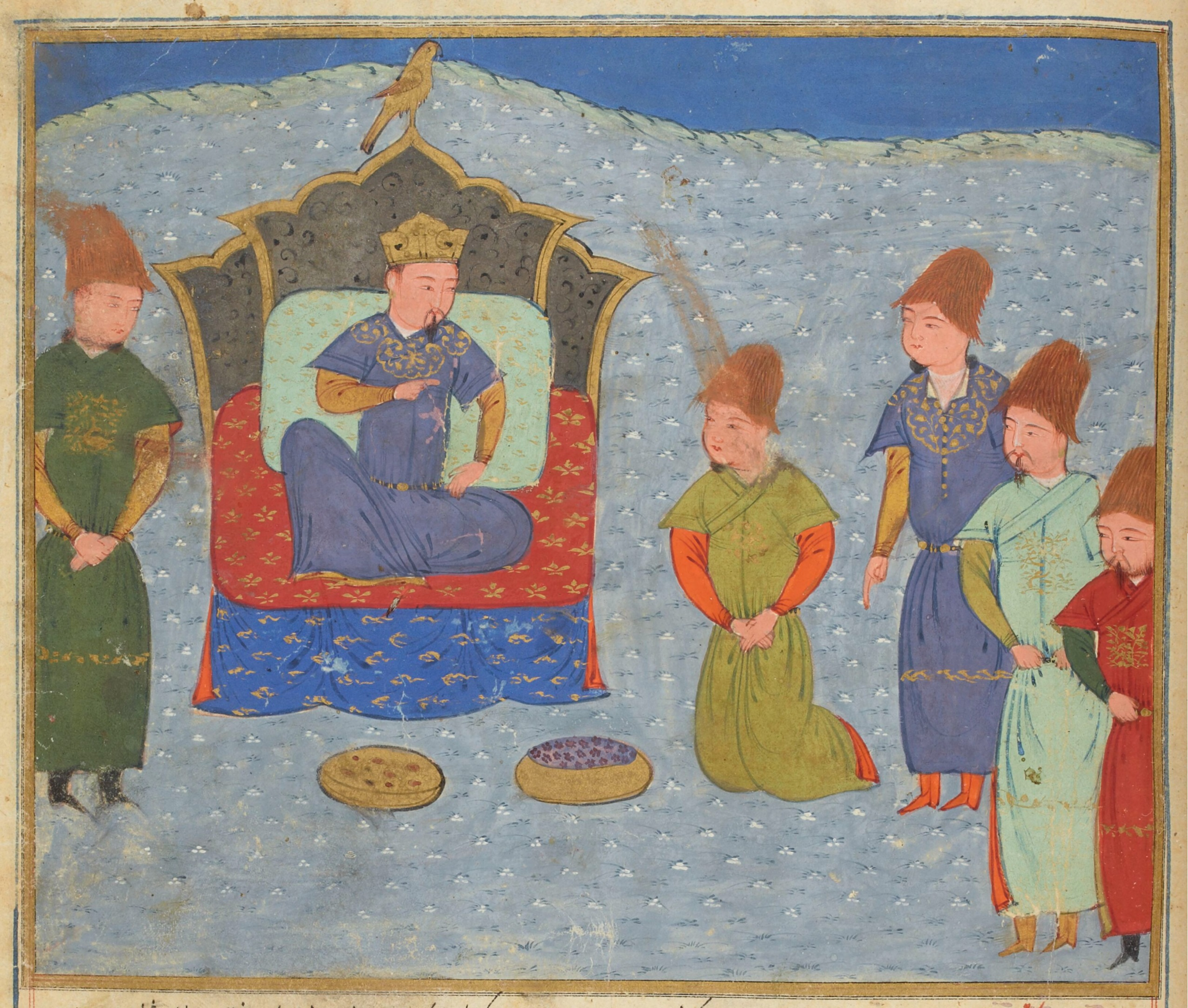
باتوخان اردوی زرین را تأسیس می‌کند.

اردوی زرین توسط باتو، پسر جوچی، در سال ۱۲۴۳ تأسیس شد. اردوی زرین شامل منطقه ولگا، کوه‌های اورال، استپ‌های شمال دریای سیاه، قفقاز شمالی، سیبری غربی، دریای آرال و حوضه ایرتیش بود و در روابط خراجی، حکومت‌های روسیه را در اختیار داشت.
پایتخت در ابتدا سرای باتو و بعداً سرای برکه بود. این امپراتوری گسترده تحت رقابت نوادگان باتو تضعیف شد و در طول قرن پانزدهم به خانات قزاق، خانات قازان، خانات آستراخان خانات کریمه خانات سیبیر، اردوی بزرگ، اردوی نوقای و اردوی سفید تقسیم شد. روس‌ها خانات قازان را در سال ۱۵۵۲، خانات آستاراخان در سال ۱۵۵۶، خانات سیبری در سال ۱۵۸۲، و امپراتوری روسیه خانات کریمه را در سال ۱۷۸۳ فتح کردند.

### خانات جغتای

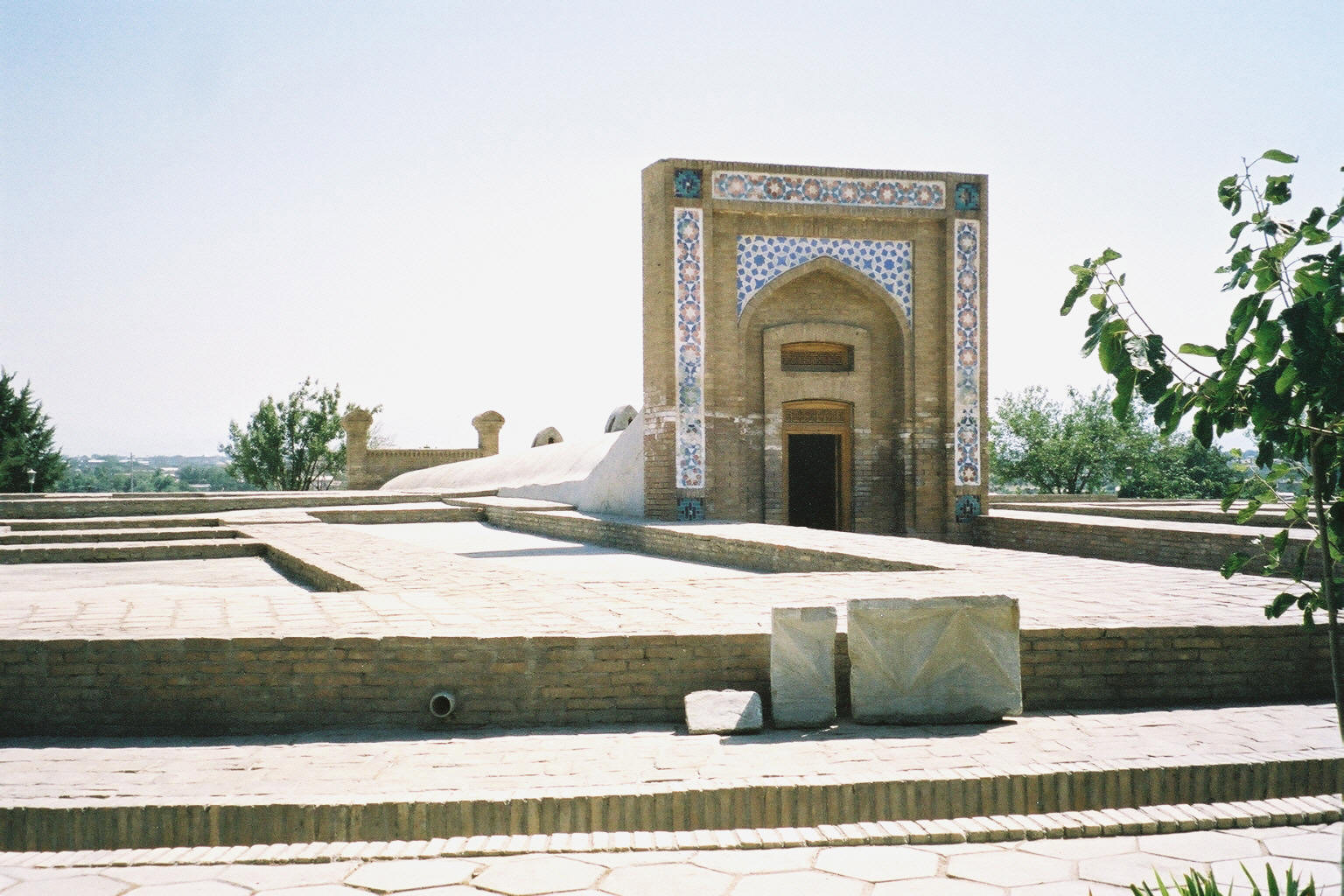
رصدخانه الغ‌بیگ در سمرقند

خانات جغتای در سال ۱۲۶۶ جدا شد و آسیای مرکزی، دریاچه بالخاش، کاشغر، افغانستان و ژتیسو را تحت کنترل داشت و به ماوراءالنهر در غرب و خانات مغولستان در شرق تقسیم شد. ادعا می‌شود که بخش‌هایی از آن تا اواخر قرن شانزدهم به زبان مغولی صحبت می‌کردند.
مغولستان در زمان حکومت تیمور (۱۳۹۵–۱۴۰۵)، جنگ سالار خاندان برلاس، قدرت یافت. تیمور در سال ۱۳۹۵ توقتمش خان اردوی طلایی را شکست داد. او ارتش سلطان عثمانی را در نزدیکی آنکارا نابود کرد، رویدادی که فتح امپراتوری بیزانس توسط عثمانی‌ها را برای نیم قرن به تأخیر انداخت. امپراتوری تیموری اندکی پس از مرگ او تکه‌تکه شد.
نوه تیمور الغ‌بیگ (۱۴۰۹–۱۴۴۹) بر ماوراءالنهر فرمانروایی کرد و در دوران حکومت او تجارت و اقتصاد ماوراءالنهر به توسعه چشم‌گیری دست یافت. الغ‌بیگ در سال ۱۴۲۹ یک رصدخانه اخترشناسی در نزدیکی سمرقند ساخت و اثر خود، زیج سلطانی را نوشت که شامل نظریه‌های ستاره‌شناسی و فهرستی از بیش از ۱۰۰۰ ستاره با موقعیت دقیق آنها در کره آسمان است.
رقابت طولانی مغولستان با اویرات‌ها بر سر راه‌های تجاری با شکست آن‌ها توسط اویرات‌ها در سال ۱۵۳۰ پایان یافت. بابر حاکم تیموری کابل در سال ۱۵۲۶ بیشتر هندوستان را فتح کرد و امپراتوری مغولی گورکانی را تأسیس کرد. امپراتوری مغولی گورکانی در قرن ۱۸ و ۱۹ به چندین ایالت کوچک تقسیم شد و بعداً پایتخت امپراتوری توسط امپراتوری بریتانیا در سال ۱۸۵۸ فتح شد.

### ایلخانان

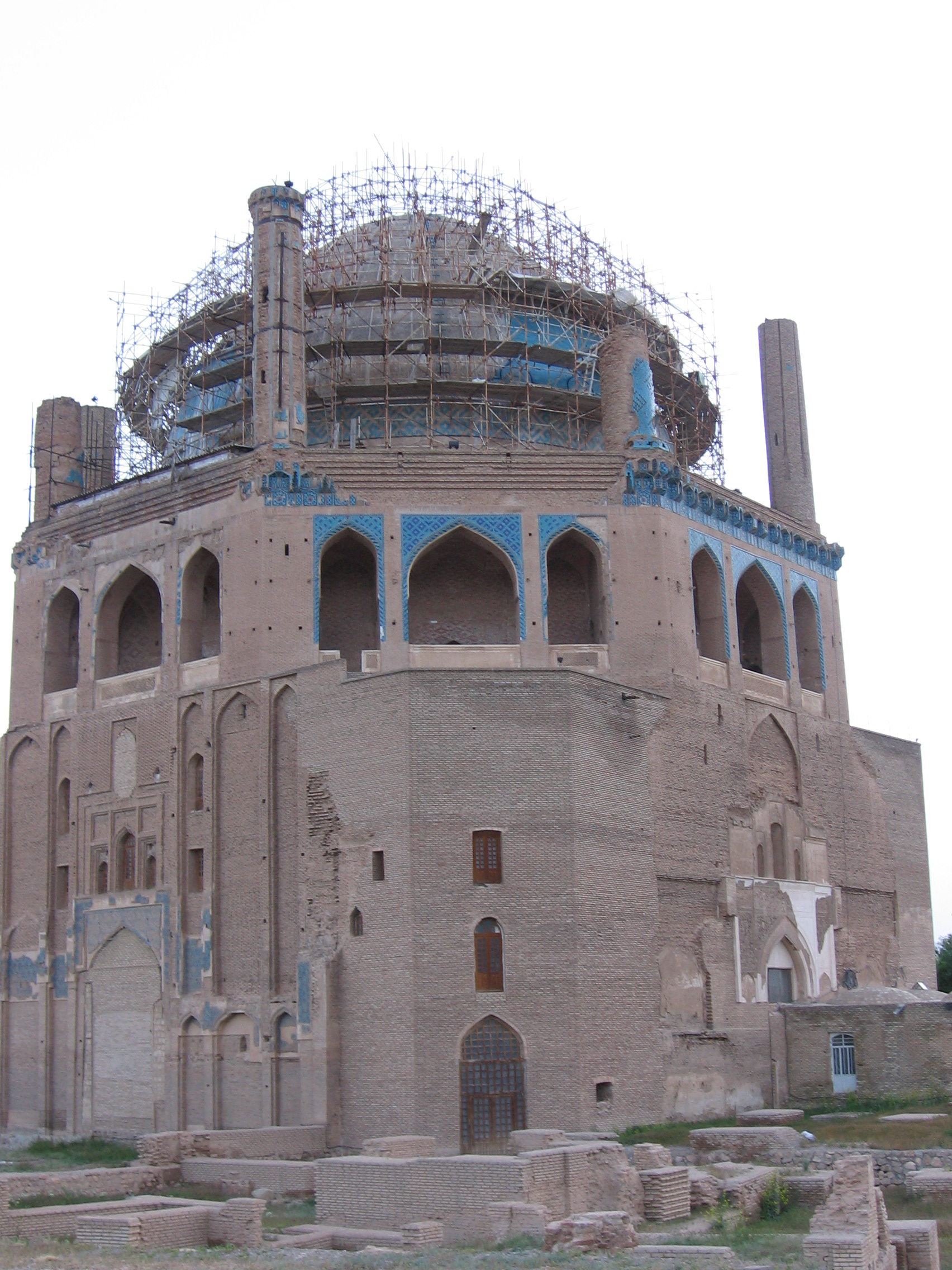
گنبد سلطانیه

ایلخانان تحت فرمانروایی هولاکو خان از خاندان تولی خان در سال ۱۲۵۶ تشکیل شد و شامل ایران، عراق، قفقاز جنوبی، شرق آناتولی و ترکستان غربی بود. در حالی که فرمانروایان اولیه خانات به‌طور فزاینده بودایی تبتی را پذیرفتند، حاکمان مغول پس از به تخت نشستن ایلخان غازان (۱۲۹۵–۱۳۰۴) به اسلام گرویدند. در سال ۱۳۰۰ رشیدالدین فضل‌الله با همکاری مورخان مغول به دستور غازان نگارش جامع‌التواریخ را آغاز کرد. این کار در سال ۱۳۱۱ در زمان سلطنت ایلخان اولجیتو (۱۳۰۴–۱۳۱۶) به پایان رسید. آلتان دبتر که توسط مورخ مغول بولاد چینسان نوشته شده‌است، مبنایی برای نگارش جامی التواریخ بوده‌است. پس از مرگ ابوسعید بهادرخان (۱۳۱۶–۱۳۳۵) حکومت ایلخانان به سرعت به چندین ایالت تجزیه شد. برجسته‌ترین آنها دودمان جلایریان بود که توسط نوادگان موخالی ایل جلایر اداره می‌شد.